# Évelyne Pinard
 (mars 2014).
Si vous disposez d'ouvrages ou d'articles de référence ou si vous connaissez des sites web de qualité traitant du thème abordé ici, merci de compléter l'article en donnant les références utiles à sa vérifiabilité et en les liant à la section « Notes et références ».
Pour les articles homonymes, voir Pinard.
Évelyne Pinard, née Osterhold le 15 mai 1923 à Strasbourg et morte le 4 septembre 2014 dans la même ville, est une athlète française spécialiste du javelot ayant été sélectionnée 24 fois en équipe nationale de 1947 à 1957 et une dizaine de fois championne de France.